# Stetefeldtite
La stetefeldtite è un minerale non più riconosciuto dall'IMA nell'ambito della revisione del supergruppo del pirocloro. Probabilmente si tratta di argentoroméite.